# Captives à Bornéo
Pour plus de détails, voir Fiche technique et Distribution.

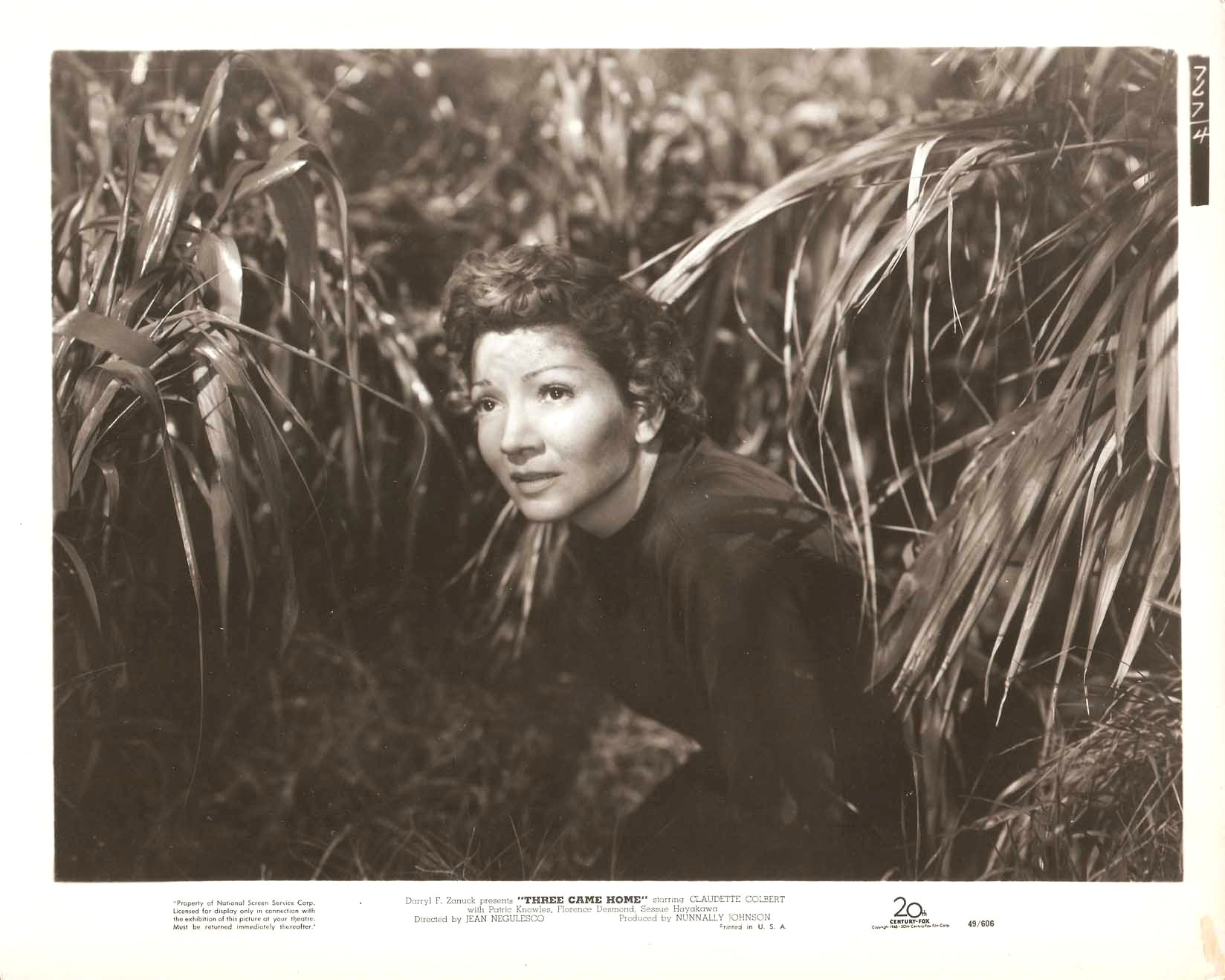
Claudette Colbert

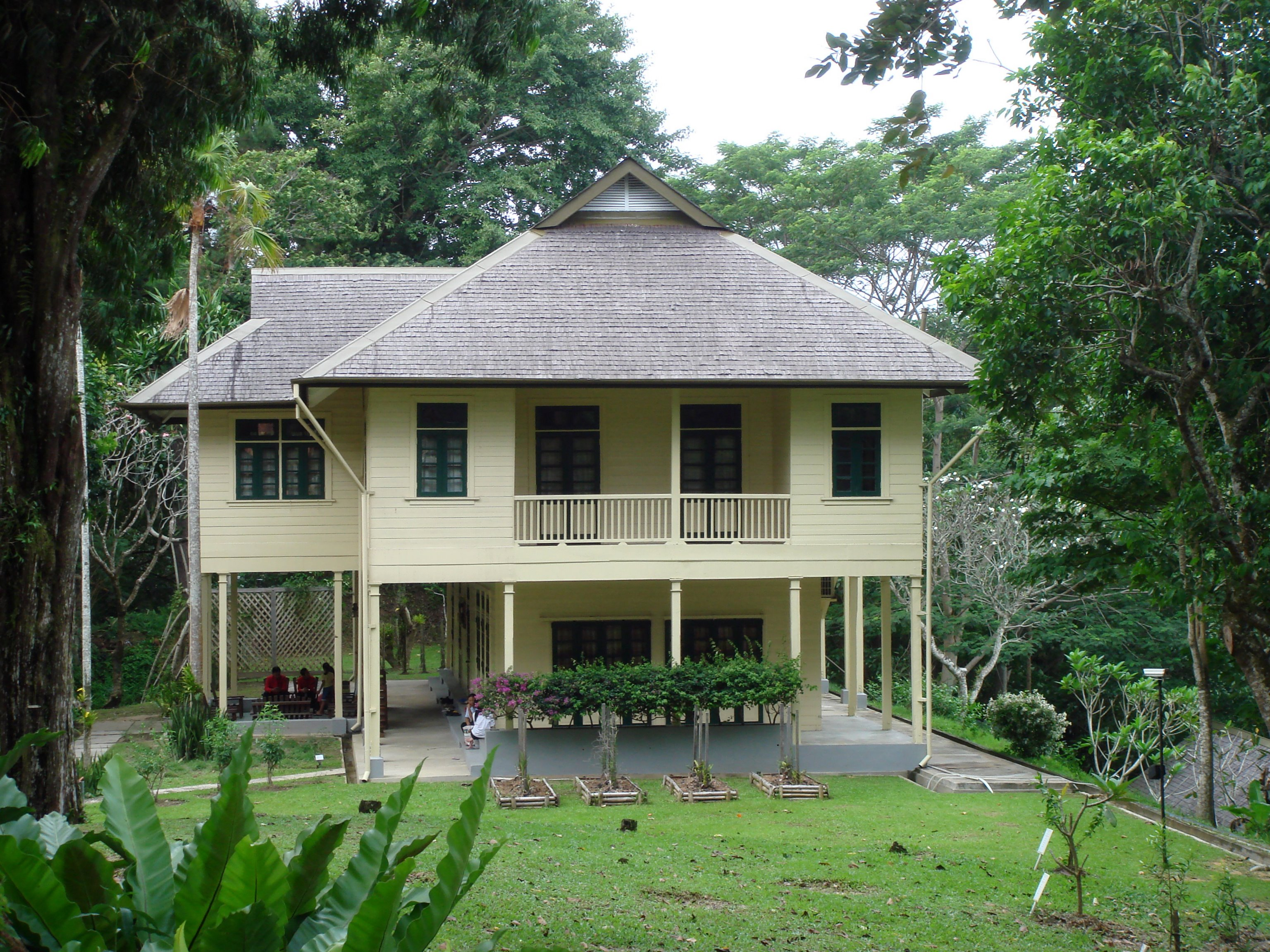
La maison d'Agnes Newton Keith à Sandakan.

Captives à Bornéo (Three Came Home) est un film américain en noir et blanc réalisé par Jean Negulesco, sorti en 1950. 
Il est basé sur les mémoires d'Agnes Newton Keith (en) (1947).

## Synopsis
Durant la guerre du Pacifique, un groupe de civils européens vivant à Bornéo est capturé par la marine impériale japonaise. Séparée de son mari, Agnes Newton Keith (Claudette Colbert) est internée avec son fils dans un camp de prisonniers pour femmes jusqu'à la défaite de l'empire du Japon en 1945. Elle y subira diverses humiliations dont une tentative de viol.

## Fiche technique
- Titre : Captives à Bornéo
- Titre original : (Three Came Home)
- Réalisation : Jean Negulesco
- Scénario : Nunnally Johnson, d'après les mémoires de Three Came Home d'Agnes Newton Keith (en) (1947)
- Musique : Hugo Friedhofer
- Direction artistique : Leland Fuller et Lyle Wheeler
- Décorateur de plateau : Thomas Little et Fred J. Rode
- Effets spéciaux : Fred Sersen
- Photographie : Milton R. Krasner et William H. Daniels
- Montage : Dorothy Spencer
- Producteur : Nunnally Johnson
- Société de production et de distribution : Twentieth Century Fox
- Pays de production :  États-Unis
- Langue originale : anglais américain
- Format : noir et blanc — 35 mm — 1,37:1 — son : mono (Western Electric Recording)
- Genre : drame et guerre
- Durée : 100 minutes
- Dates de sortie :
  - États-Unis : 20 février 1950
  - France : 15 septembre 1950

## Distribution
- Claudette Colbert : Agnes Newton Keith
- Patric Knowles : Harry Keith
- Florence Desmond : Betty Sommers
- Sessue Hayakawa : Colonel Suga
- Sylvia Andrew : Henrietta
- Mark Keuning : George Keith
- Phyllis Morris : Sœur Rose
- Howard Chuman : lieutenant Nekata

Acteurs non crédités
- Patrick O'Moore : un prisonnier australien
- Douglas Walton : un prisonnier australien
- Helen Westcott : une prisonnière
- Leonard Willey : le gouverneur général